# Вита Стјопина
Викторија Вита, Ивановна Стјоплина (укр. Вікторія Іванівна Стьопіна; Запорожје, 21. фебруар 1976) је украјинска атлетичарка, специјалиста за скок увис.

## Спортска биографија
На међународној сцени појавила се на на Светском јуниорском првенству 1994 и била 6. са 1,85 м. Следеће година на Европском птвенству за јуниоре осваја прво место са 1,91 м.
На Светским првенствима на отвпреном учествовала је четири пута: у Севиљи 1999. са 1,96 била седма, Паризу 2003. са 1,90 девета, Хелсинкију 2005. са 1,93 седма и Тегу 2011. са 1,92 м се није успела квалификовати за финале.
На Светским првенствима у дворани је учествовала два пута 2004. у Будимпешти где је са 1,91 б била осма и 2006. у Москви 1,96 м седма.
На Олимпијским играма је учествовала четири пута:1996. у Атланти, 2004. у Атини, 2008. у Пекингу и 2012. у Лондону. На Олимпијским играма 2004. у Атини је достигла свој највећи успех када је својим личним рекордом 2,02 м освојила бронзану медаљу иза Јелене Слесаренко из Русије и Хестри Клуте из Јужне Африке, које су прескочиле исту висину, али са мањим бројем покушаја.